# يوهانس آر. بيخر
يوهانس آر. بيخر (بالألمانية: Johannes Becher) (و. 1891 – 1958 م) هو شاعر، وسياسي، وروائي، وكاتب من ألمانيا الشرقية، وجمهورية فايمار، والإمبراطورية الألمانية، ولد في ميونخ، توفي في برلين الشرقية، عن عمر يناهز 67 عاماً.

## مناصب
تولى منصب وزير الثقافة، ألمانيا الشرقية (1954–1958)، وعضو في مجلس الشعب ‏.

## جوائز
حصل على جوائز منها:
- الجائزة الوطنية لجمهورية ألمانيا الديمقراطية
- ترتيب الاستحقاق الوطني الفضي
- Stalin Peace Prize [الإنجليزية]‏.

## وصلات خارجية
- يوهانس آر. بيخر على موقع IMDb (الإنجليزية)
- يوهانس آر. بيخر على موقع الموسوعة البريطانية (الإنجليزية)
- يوهانس آر. بيخر على موقع مونزينجر (الألمانية)
- يوهانس آر. بيخر على موقع ميوزك برينز (الإنجليزية)
- يوهانس آر. بيخر على موقع ديسكوغز (الإنجليزية)